# Maxi Biancucchi
Maximiliano Daniel Biancucchi Cuccittini, auch Maxi Biancucchi genannt (* 15. September 1984 in Rosario), ist ein ehemaliger argentinischer Fußballspieler. Er wurde auf der Position eines Stürmers eingesetzt.

## Karriere
Maxi Biancucchi startete im Nachwuchsbereich des Club Atlético San Lorenzo de Almagro. Hier schaffte er 2002 den Sprung in den Profikader. Im selben Jahr noch wechselte er nach Paraguay zum Club Libertad. Nach weiteren Stationen, kam Biancuchi 2007 nach Brasilien zum CR Flamengo. Beim Série A Klub traf er im Juli des Jahres ein und bestritt noch 17 Spiele (zwei Tore) in der Série A 2007. In seiner zweiten Spielzeit kam Biancucchi in der Série A 2008 zu 23 von 38 möglichen Einsätzen in der Meisterschaft (drei Tore), davon 16 von der Bank aus. Im Zuge des Gewinns der fünften Meisterschaft von Flamengo in der Série A 2009 bestritt Biancucchi nur noch fünf von 38 möglichen Spielen (keine Tore).
Nach der Saison verließ Biancucchi Richtung Mexiko. Er erhielt einen Vertrag bei CD Cruz Azul. Mit diesem trat er 2010 in der zweiten Hälfte der Saison 2009/10 und der ersten Hälfte Saison 2010/11 in der Liga MX an. Ende des Jahres 2010 wurde er nach Paraguay an Club Olimpia ausgeliehen. Bei dem Klub blieb er bis Ende 2012.
Anfang 2013 kehrte Biancucchi nach Brasilien zurück. Er bekam einen neuen Vertrag bei EC Vitória. Mit diesem konnte er die Staatsmeisterschaft von Bahia gewinnen. Nachdem zu Saisonende keine Einigung über eine Vertragsverlängerung erzielt werden konnte, wechselte Biancucchi Anfang 2014 zum Lokalrivalen EC Bahia. Nachdem er den Klub Mitte 2016 verlassen hatte, spielte er noch bis Jahresende wieder beim Club Olimpia. Für die Spiele in der Staatsmeisterschaft von Ceará ab Januar 2017 unterzeichnete Biancucchi einen Vertrag beim Ceará SC. Er konnte mit dem Klub den Wettbewerb gewinnen. Danach war er von Mai bis Juli ohne Vertrag.
Im Juli 2017 unterzeichnete Biancucchi seinen letzten Kontrakt beim Zweitligisten Club Rubio Ñu in Paraguay.

## Trivia
Sein Bruder Emanuel Biancucchi war für den TSV 1860 München aktiv. Maxi Biancucchi ist ein Cousin von Lionel Messi.

## Erfolge
Sportivo Luqueño
- Primera División (Paraguay) Apertura: 2007

Flamengo
- Taça Guanabara: 2008
- Taça Rio: 2009
- Staatsmeisterschaft von Rio de Janeiro: 2009
- Campeonato Brasileiro de Futebol: 2009

Olimpia
- Primera División (Paraguay) Clausura: 2011

Vitória
- Staatsmeisterschaft von Bahia: 2013

Ceará
- Staatsmeisterschaft von Ceará: 2017